# Świniary Wielkie
Świniary Wielkie (niem. Groß Blumenau)– wieś w Polsce położona w województwie opolskim, w powiecie kluczborskim, w gminie Wołczyn.
W latach 1975–1998 miejscowość administracyjnie należała do ówczesnego województwa opolskiego.

## Nazwa
Nazwę miejscowości niemiecką Polnisch Schweinern oraz polską Świniary Wielkie notuje Słownik geograficzny Królestwa Polskiego wydany w latach 1880-1902..

## Zabytki
Do wojewódzkiego rejestru zabytków wpisane są:
- kościół pod wezwaniem św. Bartłomieja. (wypisany z rejestru)

Zbudowany w 1762 r. drewniany, konstrukcji zrębowej na podmurowaniu ceglanym, z wieżą konstrukcji słupowej. Prezbiterium zamknięte trójbocznie, przy nim od pn. niewielka zakrystia. Szersza nawa kwadratowa z kruchtą od pd. i wieżą od zach. Wewnątrz stropy płaskie. W tęczy belka fazowana wyciętą datą budowy, na niej krucyfiks barokowy z 2 poł. XVII w. Chór muzyczny wsparty na jednym słupie. Okna zamknięte łukiem spłaszczonym. Na zewnątrz z wyjątkiem kruchty nieoszalowany. Wejście do kruchty zamknięte półkoliście z mieczowaniami. Dachy siodłowe, dach prezbiterium przechodzący nad zakrystią, pokrycie gontowe. Wieża o ścianach nieznacznie pochyłych, szalowanych poziomo, nakryta dachem namiotowym, prowizorycznym, w miejsce dawnego hełmu barokowego. Drzwi z kruchty do nawy o tradycjach gotyckich. Pod wieżą drzwi klepkowe ze starymi okuciami. W okienku zakrystii krata kowalska z zadziorami. W strop kruchty wprawione kilka desek ze śladami polichromii o elementach kasetonowych z XVII w. Ołtarz główny z 1698 r., architektoniczny z rzeźbami śś. Mateusza, Jana Ewangelisty, Agnieszki i Cecylii oraz Matki Boskiej adorowanej przez aniołki w zwieńczeniu. po bokach ołtarza bramki, nad którymi rzeźby śś. Piotra i Pawła. Na odwrocie ołtarza data i litery G Z Ner B – B H K N. Ambona o tradycjach renesansowych koniec XVII w. Ławy lokatorskie koniec XVII w. Dwa miedzioryty: 1. Salwador Mundi, 2. N.P. Maria, z XVIII w. krucyfiks barokowy z XVIII w. Dwie rzeźby aniołków z XVIII w. Dzwon ufundowany w 1622 r. przez Adama Posadowskiego, właściciela Wołczyna, Wierzbiny i Świniar
- dwór z XIX wieku,
- park z XVIII/XIX w.